# Батсвіль (Арканзас)
Батсвіль (англ. Batesville) — місто (англ. city) в США, в окрузі Індепенденс штату Арканзас. Населення — 11 191 особа (2020).

## Географія

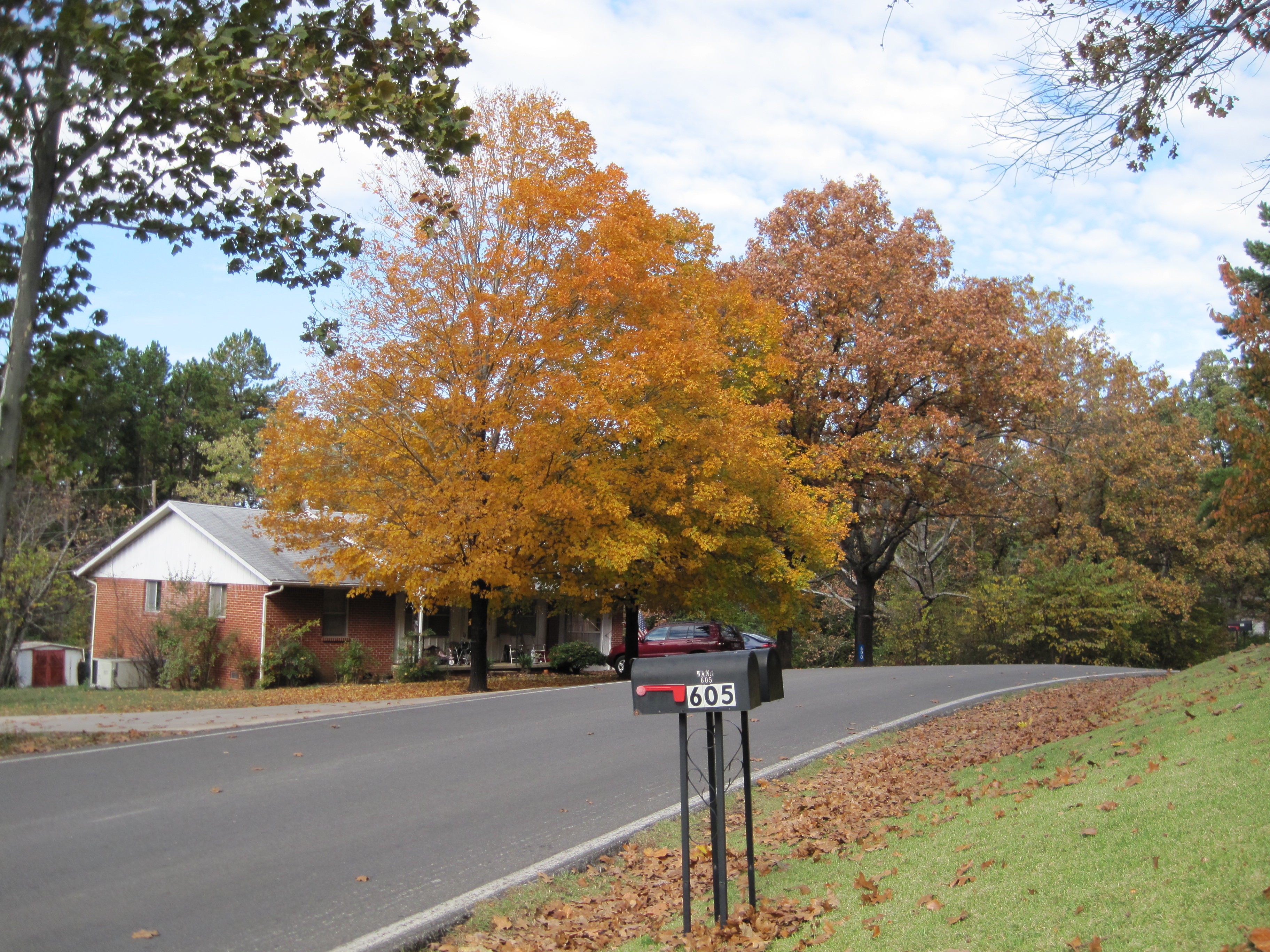
Жозефін-стріт в осінній період

Батсвіль розташований на висоті 103 метрів над рівнем моря за координатами 35°45′56″ пн. ш. 91°37′40″ зх. д. / 35.76556° пн. ш. 91.62778° зх. д. (35.765582, -91.627673). За даними Бюро перепису населення США в 2010 році місто мало площу 28,78 км², з яких 28,44 км² — суходіл та 0,34 км² — водойми. В 2017 році площа становила 30,33 км², з яких 30,03 км² — суходіл та 0,30 км² — водойми.

## Історія
Батсвіль є другим після міста Джорджтаун найстарішим муніципалітетом штату Арканзас. Місто отримало свою назву на честь його засновника та першого делегата в Конгрес США від Арканзасу Джеймса Вудсона Батса.
В XIX столітті місто було одним з найважливіших портів на річці Вайт-Рівер, обслуговуючи рух суден та вантажних потоків в північні райони Арканзасу.

## Демографія
Згідно з переписом 2010 року, у місті мешкало 10 248 осіб у 4000 домогосподарствах у складі 2444 родин. Густота населення становила 356 осіб/км². Було 4401 помешкання (153/км²).
Расовий склад населення:
| - 83,2 % — білих - 4,3 % — чорних або афроамериканців - 1,5 % — азіатів - 0,6 % — корінних американців - 0,3 % — вихідців з тихоокеанських островів - 8,0 % — осіб інших рас |

До двох чи більше рас належало 2,0 %. Іспаномовні складали 13,5 % від усіх жителів.
За віковим діапазоном населення розподілялося таким чином: 23,1 % — особи молодші 18 років, 59,6 % — особи у віці 18—64 років, 17,3 % — особи у віці 65 років та старші. Медіана віку мешканця становила 36,1 року. На 100 осіб жіночої статі у місті припадало 90,4 чоловіків; на 100 жінок у віці від 18 років та старших — 87,1 чоловіків також старших 18 років.
Середній дохід на одне домашнє господарство становив 59 292 долари США (медіана — 38 092), а середній дохід на одну сім'ю — 70 648 доларів (медіана — 50 203). Медіана доходів становила 29 201 долар для чоловіків та 29 736 доларів для жінок. За межею бідності перебувало 20,9 % осіб, у тому числі 34,4 % дітей у віці до 18 років та 10,0 % осіб у віці 65 років та старших.
Цивільне працевлаштоване населення становило 4505 осіб. Основні галузі зайнятості: освіта, охорона здоров'я та соціальна допомога — 21,3 %, виробництво — 15,2 %, будівництво — 11,7 %, роздрібна торгівля — 10,9 %.
За даними перепису населення 2000 року в місті проживало 9445 осіб, 2383 родини, налічувалося 3777 домашніх господарств і 4146 житлових будинків. Середня густота населення становила близько 353,9 осіб на один квадратний кілометр. Расовий склад міста за даними перепису розподілився таким чином: 91,42 % білих, 4,65 % — чорних або афроамериканців, 0,29 % — корінних американців, 1,16 % — азіатів, 0,07 % — вихідців з тихоокеанських островів, 1,01 % — представників змішаних рас. Іспаномовні склали від усіх жителів міста.
З 3777 домашніх господарств в 28,5 % — виховували дітей віком до 18 років, 49,4 % представляли собою подружні пари, які спільно проживають, в 10,5 % сімей жінки проживали без чоловіків, 36,9 % не мали сімей. 33,8 % від загального числа сімей на момент перепису жили самостійно, при цьому 16,9 % склали самотні літні люди у віці 65 років та старше. Середній розмір домашнього господарства склав 2,28 особи, а середній розмір родини — 2,92 людини.
Середній дохід на одне домашнє господарство в місті склав 33 133 долара США, А середній дохід на одну сім'ю — 42 634 долара. При цьому чоловіки мали середній дохід в 31 068 доларів США в рік проти 20 506 доларів середньорічного доходу у жінок. Дохід на душу населення в місті склав 17 753 долари на рік. 11,1 % від усього числа сімей в окрузі і 14,5 % від усієї чисельності населення перебувало на момент перепису населення за межею бідності, при цьому 15,1 % з них були молодші 18 років і 16,6 % — у віці 65 років та старше.

## Відомі уродженці та мешканці

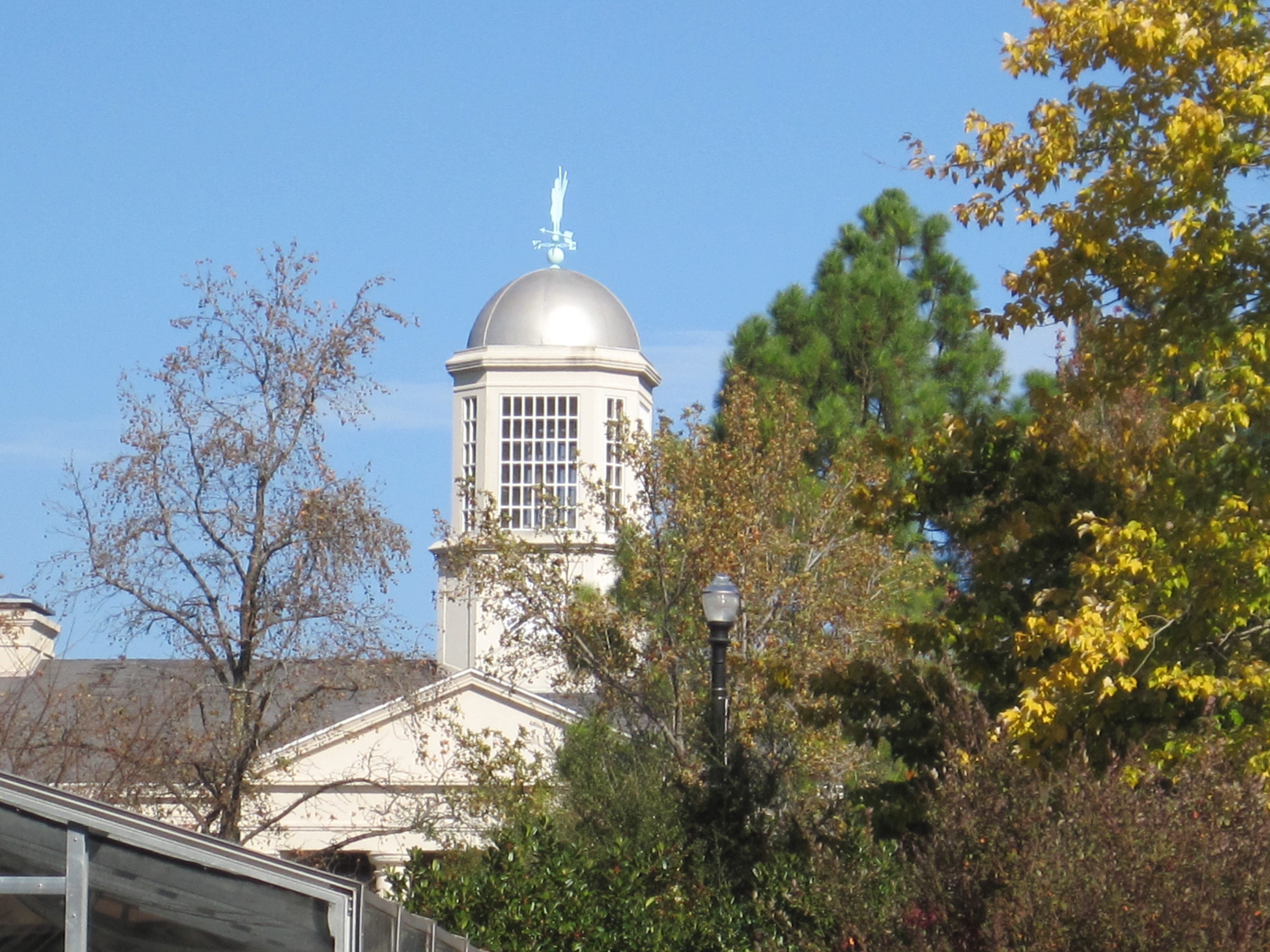
Будівля Лайон-Коледж

- Вільям Рід Міллер — дванадцятий губернатор Арканзасу
- Еліша Бакстер — тринадцятий губернатор Арканзасу
- Деніель Хейгвуд — пітчер Бостон Ред-Сокс
- Марк Мартін — гонщик NASCAR
- Рік Манді — гравець Головної ліги бейсболу[9]
- Чарлі Стронг — тренер футбольної команди Луісвілльського університету